# Kerkhoven met middeleeuwse stećci-grafstenen

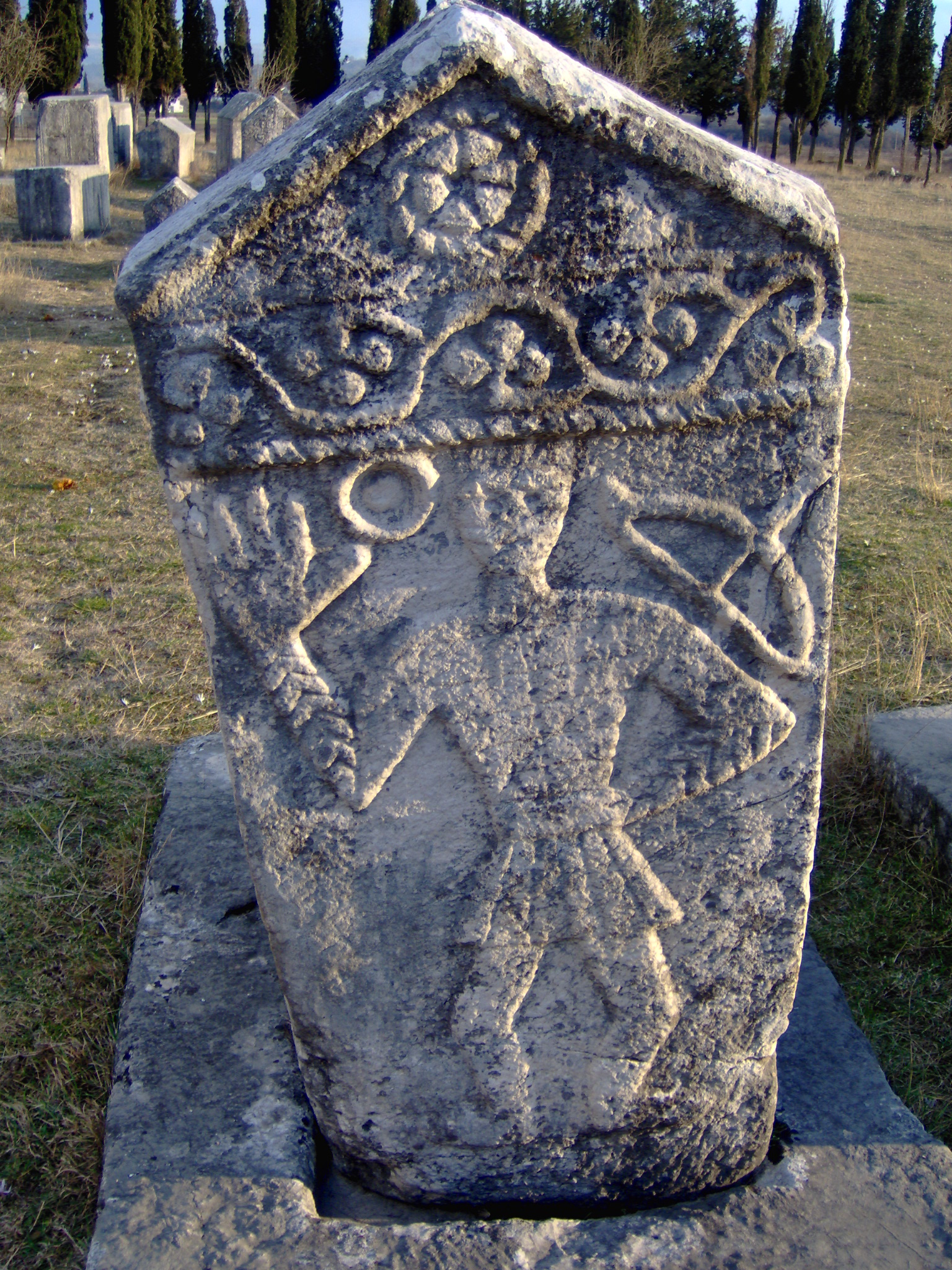

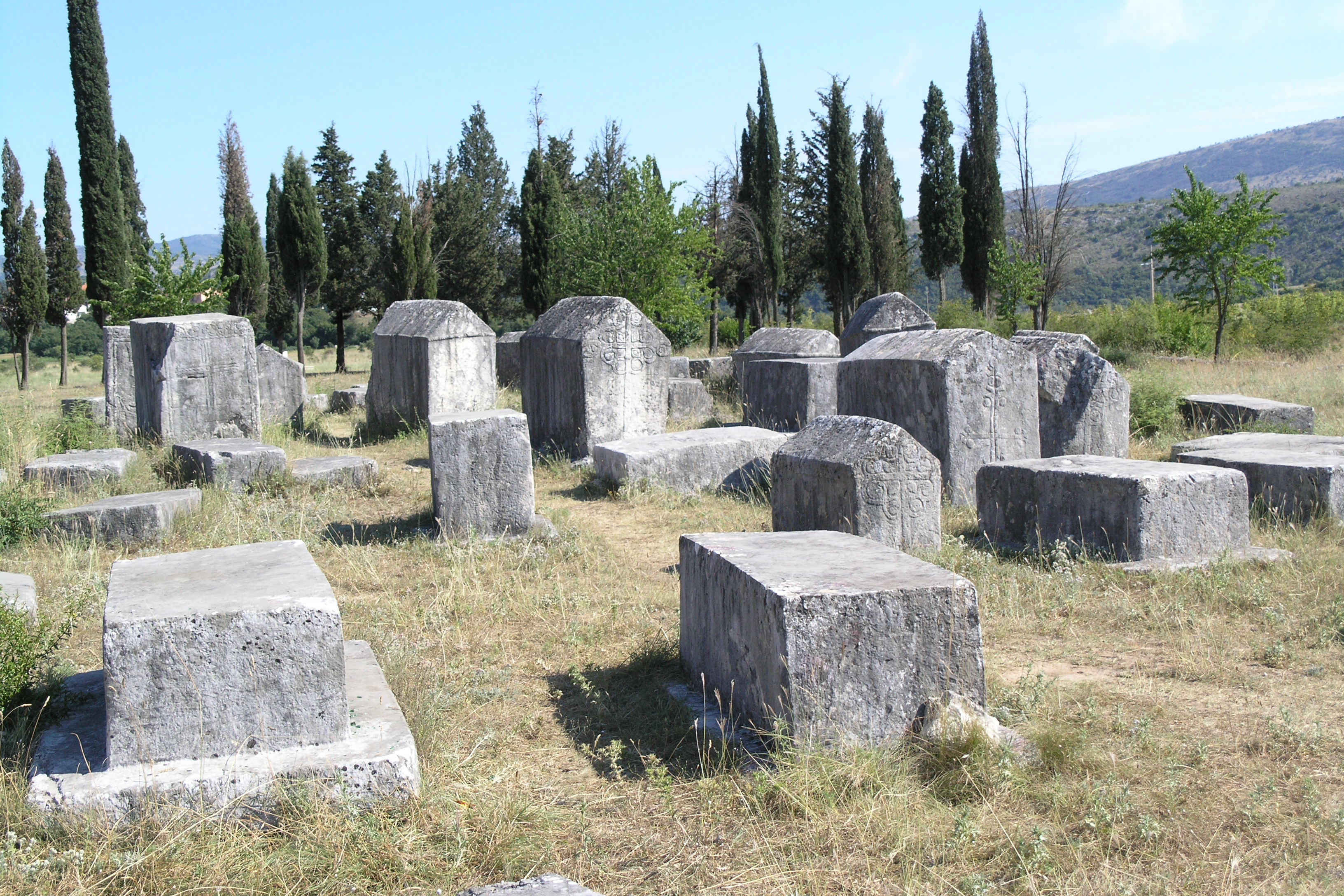

Onder de naam kerkhoven met middeleeuwse stećci-grafstenen werd een reeks van 28 kerkhoven gelegen voornamelijk in Bosnië en Herzegovina maar ook in aangrenzende delen van Kroatië, Montenegro en Servië in 2016 tijdens de 40e sessie van de Commissie voor het Werelderfgoed erkend als werelderfgoed en als cultureel erfgoed bijgeschreven op de UNESCO werelderfgoedlijst. De vier landen hadden de aanvraag van de erkenning van de locaties op 2 november 2009 in een gemeenschappelijke aanvraag ingediend.
Een stećak (Cyrillisch: Стећак) of in het meervoud stećci (Стећци) is een typische monumentale middeleeuwse grafsteen in gebruik bij de Bosnische Kerk in het gebied dat heden Bosnië en Herzegovina vormt, en aanliggende gedeelten van Kroatië, Montenegro en Servië. De oudste stećci dateren uit het midden van de 12e eeuw, het merendeel stamt uit de 14e en 15e eeuw. De traditie van deze grafstenen ging verloren na de verovering van de Balkan door het Ottomaanse Rijk in het begin van de 16e eeuw. Tegenwoordig zijn er nog zo'n 60.000 van in Bosnië en Herzegovina, 4.400 in Kroatië, 3.500 in Montenegro en 4.100 in Servië. In totaal gaat het om stećci-grafstenen op meer dan 3.300 kerkhoven, waarvan evenwel meer dan 90% zich in slechte staat bevindt.

## locaties van de UNESCO sites
Van de 28 als werelderfgoed erkende necropolissen die samen 4.000 stećci-grafstenen tellen, bevinden er zich 20 in Bosnië en Herzegovina, 2 in Kroatië, 3 in Montenegro en 3 in Servië.
| ID       | Naam                            | Locatie                                     | Coördinaten            |
| -------- | ------------------------------- | ------------------------------------------- | ---------------------- |
| 1504-001 | Radimlja                        | Stolac (Bosnië en Herzegovina)              | 43° 6′ NB, 17° 55′ OL  |
| 1504-002 | Grčka glavica                   | Biskup, Konjic (Bosnië en Herzegovina)      | 43° 30′ NB, 18° 7′ OL  |
| 1504-003 | Kalufi                          | Krekovi, Nevesinje (Bosnië en Herzegovina)  | 43° 19′ NB, 18° 12′ OL |
| 1504-004 | Borak                           | Burati, Rogatica (Bosnië en Herzegovina)    | 43° 50′ NB, 18° 53′ OL |
| 1504-005 | Maculje                         | Novi Travnik (Bosnië en Herzegovina)        | 44° 3′ NB, 17° 41′ OL  |
| 1504-006 | Dugo polje                      | Blidinje, Jablanica (Bosnië en Herzegovina) | 43° 40′ NB, 17° 33′ OL |
| 1504-007 | Gvozno                          | Kalinovik (Bosnië en Herzegovina)           | 43° 33′ NB, 18° 26′ OL |
| 1504-008 | Grebnice in Radmilovića Dubrava | Baljci, Bileća (Bosnië en Herzegovina)      | 42° 54′ NB, 18° 28′ OL |
| 1504-009 | Bijača                          | Ljubuški (Bosnië en Herzegovina)            | 43° 8′ NB, 17° 36′ OL  |
| 1504-010 | Olovci                          | Kladanj (Bosnië en Herzegovina)             | 44° 17′ NB, 18° 39′ OL |
| 1504-011 | Mramor                          | Musići, Olovo (Bosnië en Herzegovina)       | 45° 6′ NB, 18° 31′ OL  |
| 1504-012 | Kučarin                         | Hrančići, Goražde (Bosnië en Herzegovina)   | 43° 41′ NB, 18° 46′ OL |
| 1504-013 | Boljuni                         | Stolac (Bosnië en Herzegovina)              | 43° 2′ NB, 17° 52′ OL  |
| 1504-014 | Dolovi                          | Umoljani, Trnovo (Bosnië en Herzegovina)    | 43° 39′ NB, 18° 14′ OL |
| 1504-015 | Luburića polje                  | Sokolac (Bosnië en Herzegovina)             | 43° 57′ NB, 18° 51′ OL |
| 1504-016 | Potkuk                          | Bitunja, Berkovići (Bosnië en Herzegovina)  | 43° 7′ NB, 18° 8′ OL   |
| 1504-017 | Bečani                          | Šekovići (Bosnië en Herzegovina)            | 44° 20′ NB, 18° 51′ OL |
| 1504-018 | Mramor                          | Vrbica, Foča (Bosnië en Herzegovina)        | 43° 23′ NB, 18° 57′ OL |
| 1504-019 | Čengića Bara                    | Kalinovik (Bosnië en Herzegovina)           | 43° 25′ NB, 18° 24′ OL |
| 1504-020 | Ravanjska vrata                 | Kupres (Bosnië en Herzegovina)              | 43° 52′ NB, 17° 19′ OL |
| 1504-021 | Velika i Mala Crljivica         | Cista Velika (Kroatië)                      | 43° 31′ NB, 16° 56′ OL |
| 1504-022 | St. Barbara                     | Dubravka, Konavle (Kroatië)                 | 42° 33′ NB, 18° 25′ OL |
| 1504-023 | Grčko groblje                   | Žabljak (Montenegro)                        | 43° 6′ NB, 19° 9′ OL   |
| 1504-024 | Bare Žugića                     | Žabljak (Montenegro)                        | 43° 6′ NB, 19° 10′ OL  |
| 1504-025 | Grčko groblje                   | Plužine (Montenegro)                        | 43° 21′ NB, 18° 51′ OL |
| 1504-026 | Mramorje                        | Perućac, Bajina Bašta (Servië)              | 43° 57′ NB, 19° 26′ OL |
| 1504-027 | Mramorje                        | Rastište, Bajina Bašta (Servië)             | 43° 57′ NB, 19° 21′ OL |
| 1504-028 | Grčko groblje                   | Hrta, Prijepolje (Servië)                   | 43° 18′ NB, 19° 37′ OL |

Oude stad Dubrovnik · 
Historisch complex van Split met het Paleis van Diocletianus · 
Nationaal park Plitvicemeren · 
Episcopaal complex van de Euphrasiusbasiliek in het historische centrum van Poreč · 
Historische stad Trogir · 
St.Jacobuskathedraal in Šibenik · 
Oude en voorhistorische beukenbossen van de Karpaten en andere regio's van Europa · 
Vlakte van Stari Grad ·
Kerkhoven met middeleeuwse stećci-grafstenen · 
Venetiaanse vestingswerken van de 15e tot 17e eeuw: Strato da Terra tot de westelijke Strato da Mar
Oude brug van de historische stad Mostar ·
Mehmed Paša Sokolovićbrug in Višegrad ·
Kerkhoven met middeleeuwse stećci-grafstenen ·
Oude en voorhistorische beukenbossen van de Karpaten en andere regio's van Europa ·
Vjetrenica